# Agyrtes bicolor
Agyrtes bicolor es una especie de escarabajo descrita por Laporte de Castelnau en 1840. Agyrtes bicolor es parte del género Agyrtes y de la familia de los escarabajos de los pantanos. La especie ha sido descrita en la cordillera Čergov en Eslovenia y según la lista roja la especie no está suficientemente estudiada en Suecia, pero la especie se encuentra en Götaland. El hábitat de la especie es paisaje forestal en altitudes elevadas, paisaje agrícola y entorno urbano.

## Descripción
Tiene el cuerpo pequeño y aplanado, el protórax es ancho con la parte más ancha poco antes de la base y los élitros son largos y paralelos. Hay una similitud notable en la vista dorsal del edeago del Agyrtes similis y el parámero del A. bicolor de Europa Central.
El escarabjo vive bajo la corteza de tocones y troncos podridos y se alimenta de las larvas de Bibio marci.